# أوسكار غاردنر
أوسكار غاردنر (1872 - 1928) هو ملاكم أمريكي.